# Luis Koster
Luis Koster, né le 24 mars 1942, est un ancien joueur uruguayen de basket-ball.